# Montjoi (Aude)
Montjoi é uma comuna francesa na região administrativa de Occitânia, no departamento de Aude. Estende-se por uma área de 7,18 km². Em 2010 a comuna tinha 37 habitantes (densidade: 5,2 hab./km²).